# 希爾鎮區 (阿肯色州獨立縣)
希爾鎮區（英語：Hill Township）是位於美國阿肯色州獨立縣的一個行政鎮區。

## 地方資料
希爾鎮區的面積為57.03平方千米，當中陸地面積為57.03平方千米，而水域面積為0.00平方千米。根據2010年美國人口普查的數據，當地共有人口357人，而人口密度為每平方千米6.26人。